# Ван Юйжун, Иосиф
Иосиф Ван Юйжун (27 апреля 1931, Шанхай, Китайская Народная Республика — 18 января 2018) — католический прелат, епископ Тайчжуна с 25 июня 1986 года по 25 июня 2007 год.

## Биография
24 декабря 1955 года был рукоположён в священника.
1 июля 1975 года Римский папа Павел VI назначил Иосифа Ван Юйжуна вспомогательным епископом архиепархии Тайбэя и титулярным епископом Ард-Срата . 22 июля 1975 года состоялось рукоположение Иосифа Ван Юйжуна в епископа, которое совершил кардинал Агнелу Росси в сослужении с архиепископами Иосифом Го Жоши и Станиславом Ло Гуаном.
25 июня 1986 года Римский папа Иоанн Павел II назначил Иосифа Ван Юйжуна епископом Тайчжуна.
25 июня 2007 года вышел в отставку.
Он был председателем Католический университет Фужэнь с 2008 по 2009 год.